# Lophomyrmex longicornis
Lophomyrmex longicornis är en myrart som beskrevs av Fabrizio Rigato 1994. Lophomyrmex longicornis ingår i släktet Lophomyrmex och familjen myror. Inga underarter finns listade i Catalogue of Life.

## Bildgalleri

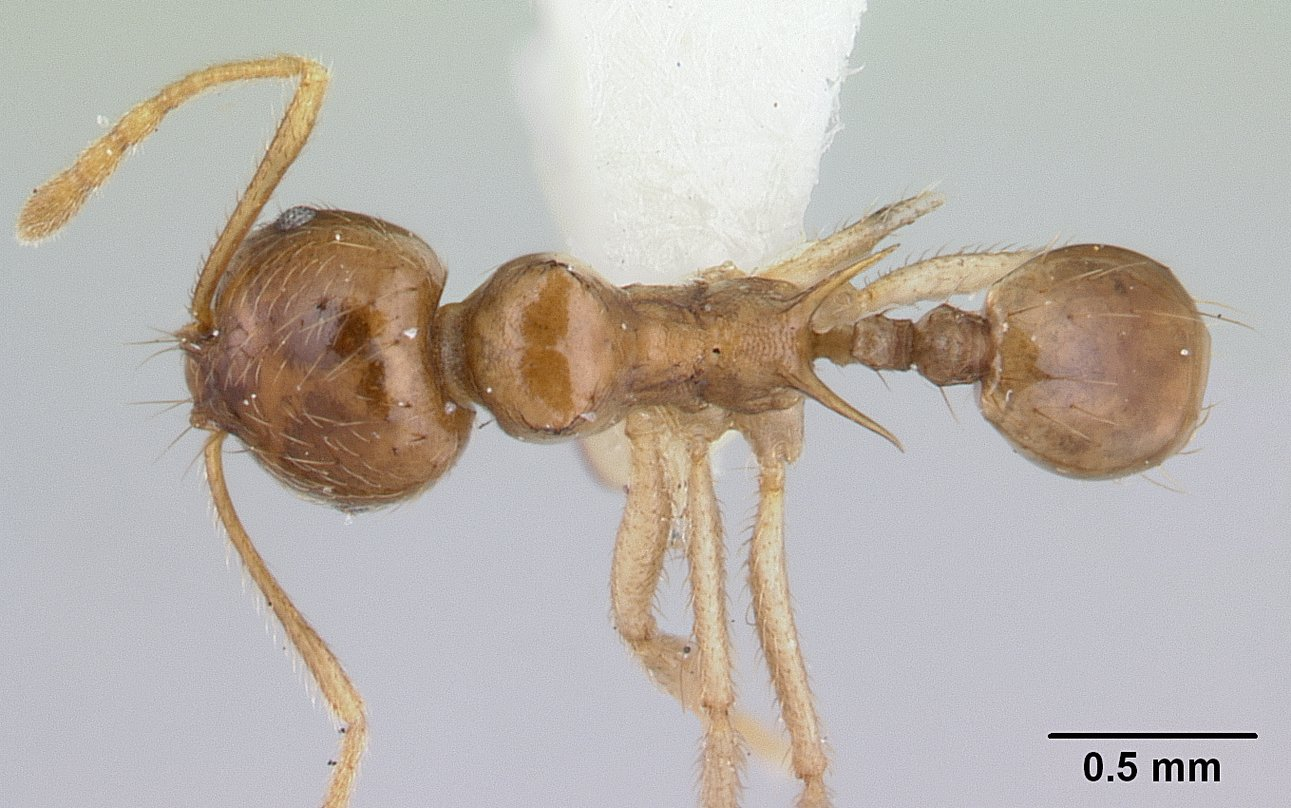
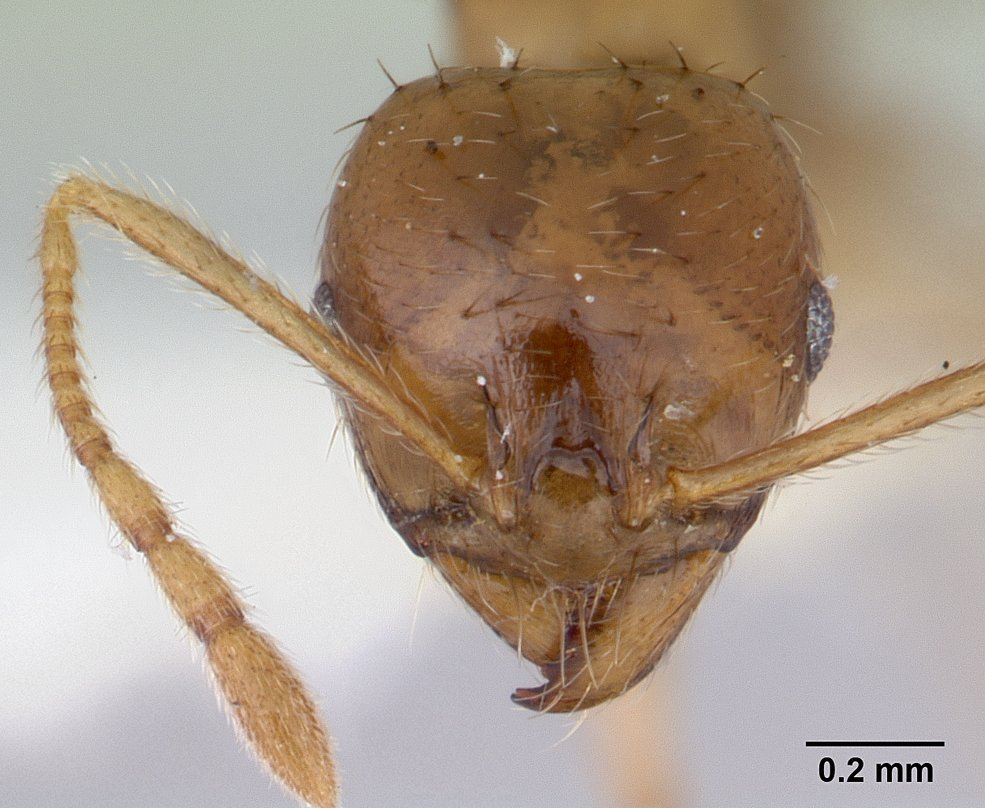
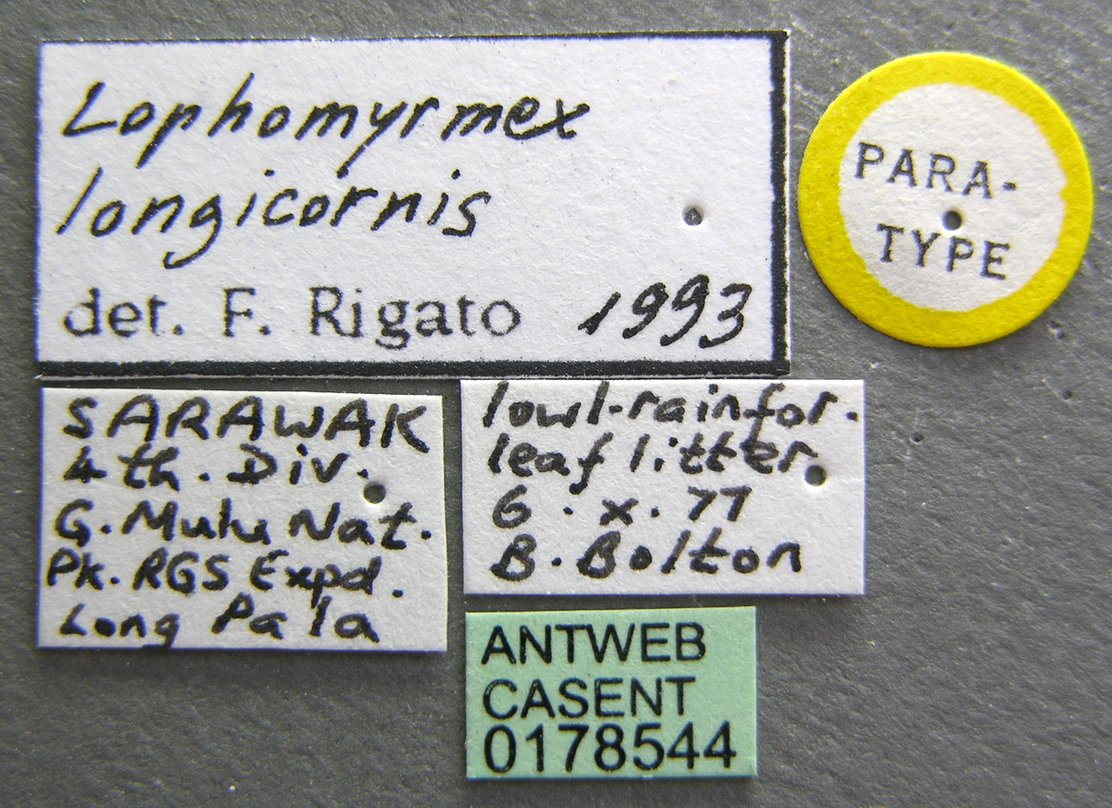
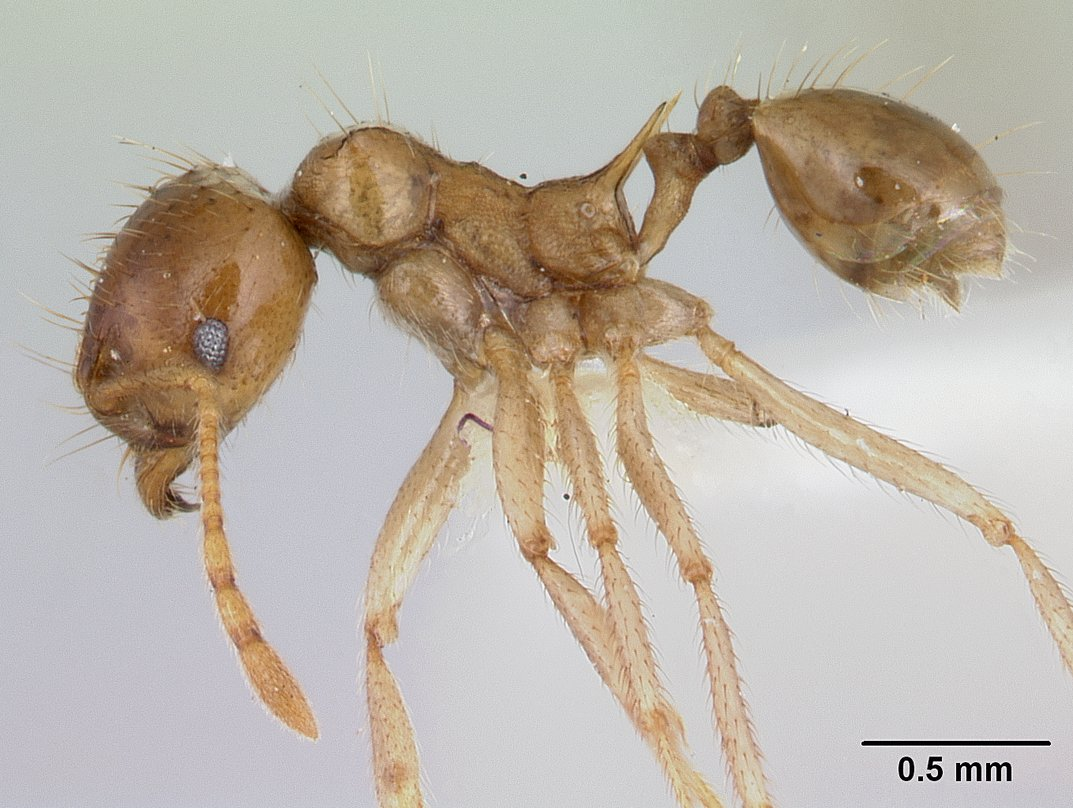
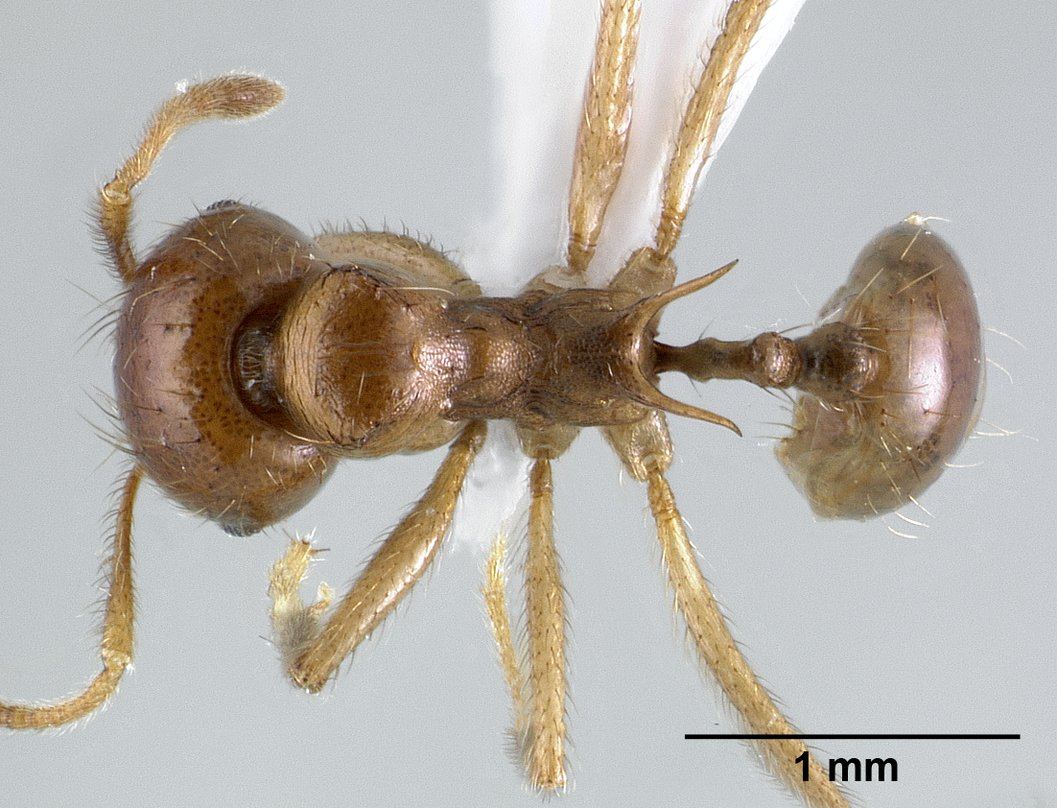
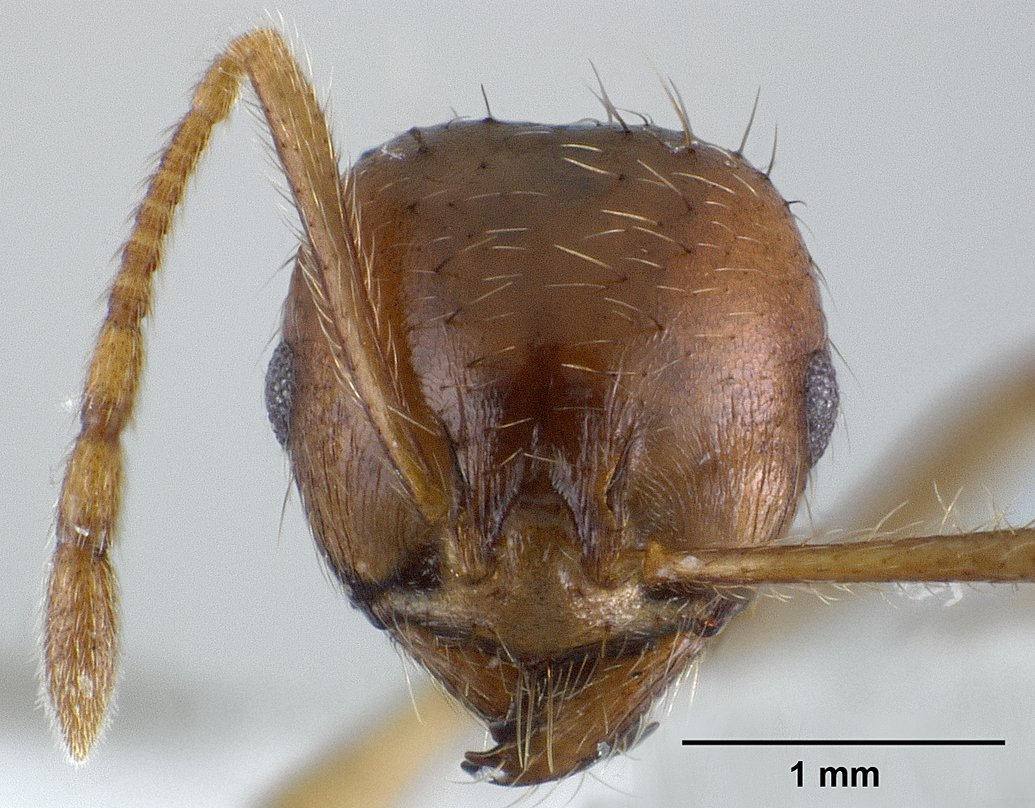